# Wilcox County (Georgia)
Wilcox County is een county in de Amerikaanse staat Georgia.
De county heeft een landoppervlakte van 985 km² en telt 8.577 inwoners (volkstelling 2000). De hoofdplaats is Abbeville.

## Bevolkingsontwikkeling

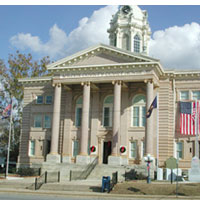
Wilcox County Courthouse